# Cerkiew Przemienienia Pańskiego w Charkowie
Cerkiew Przemienienia Pańskiego – cerkiew prawosławna we wschodniej części Charkowa, przy pętli tramwajowej 602 Mikrorejon, należąca do eparchii charkowskiej Ukraińskiego Kościoła Prawosławnego Patriarchatu Moskiewskiego.

## Historia

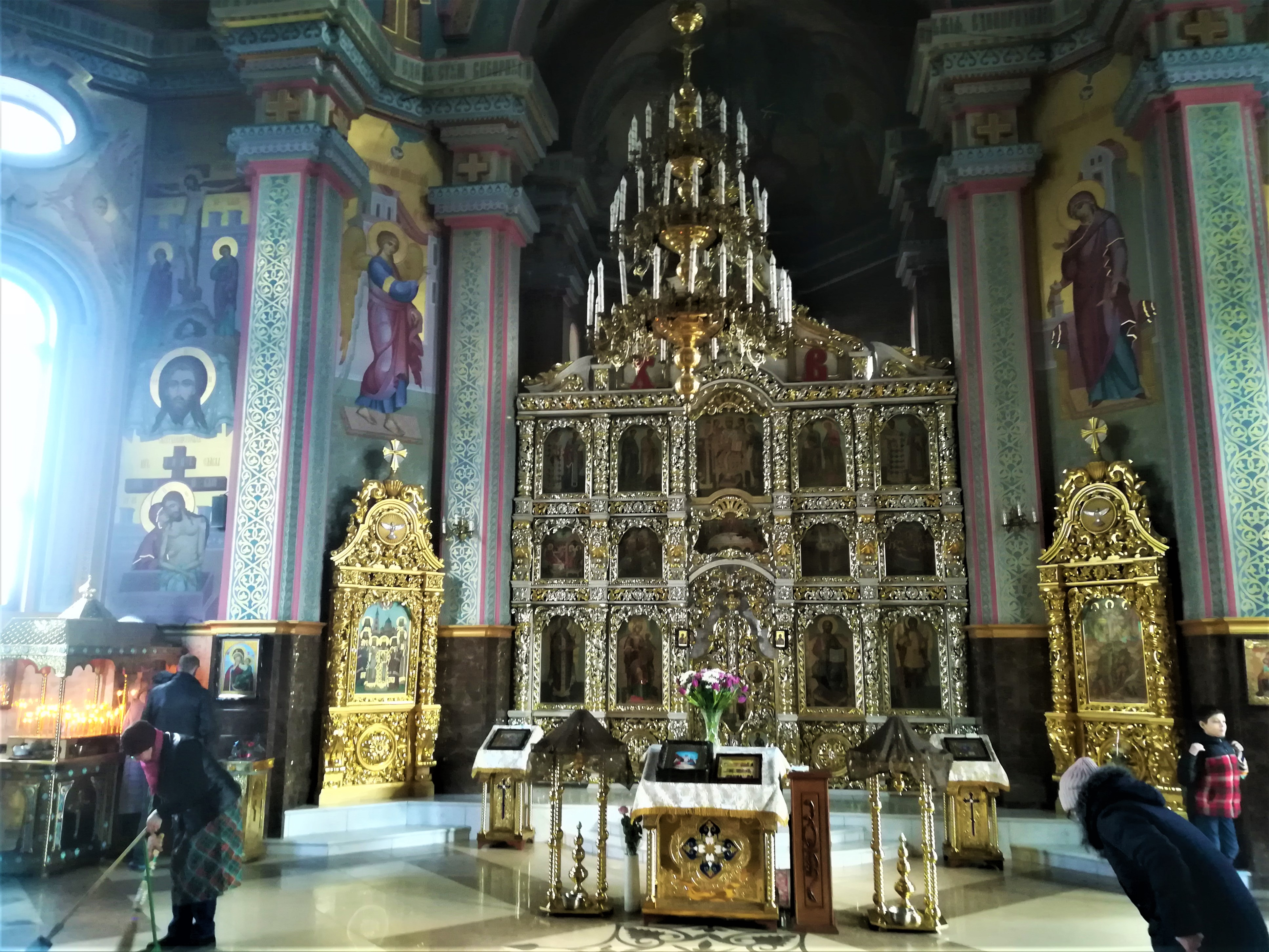
Wnętrze z ikonostasem

Świątynia otwarta w 2013 z okazji siedemdziesiątej rocznicy wyzwolenia Charkowa, znajduje się na terenie kompleksu szpitalnego i częściowo służy jego pacjentom. Jej architektura nawiązuje stylowo do ukraińskiego baroku. Konsekracja krzyża na miejscu budowy miała miejsce w marcu 2011, dolną kaplicę otwarto w sierpniu 2012, a kopuły i krzyże posadowiono w kwietniu 2013. Parafię powołano 28 marca 2011. Cerkiew ma trzy kopuły. Jej wysokość wynosi 25 metrów. Całkowita powierzchnia budynku to 360 m². Maksymalnie mieści do trzystu osób. Na budowę zużyto około 2,8 miliona cegieł.
Obiekt wzniesiono na planie krzyża z kopułą oraz małą dzwonnicą. Ma dwie przestrzenie modlitewne: dolną cerkiew św. Wielkiego Męczennika Jerzego Zwycięzcy i górną – Przemienienia Pańskiego. Po poświęceniu dolnej części świątyni, w górnej, przy ołtarzu wmurowano kapsułę czasu z przesłaniem dla potomnych.
W ceremonii konsekracji wziął udział Przewodniczący Okręgowej Administracji Państwowej w Charkowie Michaił Dobkin, burmistrz Charkowa Hennadij Kernes, deputowani Irina Gorina i Władimir Misik. Ceremonię poprowadził prawosławny arcybiskup Charkowa Onufry (Łehki). Podczas uroczystości najwyższą nagrodę Ukraińskiego Kościoła Prawosławnego – Order Nestora Kronikarza pierwszego stopnia otrzymał sponsor budowy, Wiktor Subbotin, dyrektor generalny OJSC Turboatom z Charkowa.
Proboszczem miejscowej parafii jest ks. Wiktor Burbelo.